# Мацудзака, Дайсукэ
Дайсукэ Мацудзака (яп. 松坂 大輔 Мацудзака Дайсукэ, ромадзи Daisuke Matsuzaka; родился 13 сентября 1980 года в Аомори) — японский профессиональный бейсболист, выступающий за клуб Японского профессионального бейсбола «Чуничи Драгонс». С 2007 по 2014 год выступал в Главной лиги бейсбола за «Бостон Ред Сокс» и «Нью-Йорк Метс». До приезда в США выступал на родине за команду «Сейбу Лайонс». В составе сборной Японии дважды становился победителем и самым ценным игроком Мировой бейсбольной классики, а также бронзовым призёром летних Олимпийских игр 2004 года.

## Биография

### Ранние годы
Мацудзака, первый ребёнок родился 13 сентября 1980 года в городе Аомори, префектура Аомори. Родители, Сатору и Юмико, назвали его в честь питчера Дайсукэ Араки, в том году ставшего главной звездой чемпионата по бейсболу среди школьников. В 1987 году Дайсукэ пошёл в начальную школу в Токио, в третьем классе занялся бейсболом, в шестом — стал играть за школьную команду на позиции питчера, в девятом — помог команде школы дойти до финала национального чемпионата.
Весной 1996 года Мацудзака был принят в старшую школу Иокогамы, известную своей бейсбольной программой. Ко второму году обучения он стал звездой школьной команды. В 1998 году Дайсукэ стал регулярно подавать фастболом мяч со скоростью около 140 км/час, это его умение помогло школьной команде победить на весеннем и летнем чемпионатах 1998 года. В четвертьфинале летнего турнира Мацудзака сделал 250 подач в 17 инингах, в полуфинале, проходившем на следующий день, 8 инингов провёл на позиции аутфилдера, а в последнем ининге вышел питчером и, сделав 15 подач, помог команде победить. В финальном матче против школьников из Киото Дайсукэ сделал 11 страйкаутов и не позволил соперникам сделать ни одного хита.

### Профессиональная карьера в Японии
В 1998 году после окончания школы Мацудзака был выбран на драфте Японской бейсбольной лиги командой «Сейбу Лайонс» из Тихоокеанской лиги. Профессиональный дебют Дайсукэ состоялся 7 апреля 1999 года в матче против команды «Ниппон Хэм Файтерс» на стадионе «Токио Доум», который закончился победой «Лайонс». 16 мая 1999 года Мацудзаке впервые противостоял знаменитый Итиро Судзуки, один из лучших японских игроков, семь раз становившийся лучшим отбивающим в Японии и впоследствии добившийся значительных успехов в МЛБ. Восемнадцатилетний Дайсукэ вывел своего именитого оппонента из игры тремя страйкаутами и один раз позволил ему занять первую базу после уока. Судзуки позже сказал, что подобных подач он никогда раньше не видел. В своём дебютном сезоне Мацудзака получил приглашение на Матч всех звёзд Японской бейсбольной лиги, одержал 16 побед, потерпел 5 поражений и был признан лучшим новичком Тихоокеанской лиги.

## Личная жизнь
Женат на телевизионной журналистке Томоё Сибате (род. 1974), ранее работавшей на спортивном канале телесети Nippon в Японии. У них двое детей: дочь Нико (родилась в 2005 году) и сын (родился 15 марта 2008 года).